# Takayuki Morimoto
Takayuki Morimoto (på japansk: 森本 貴幸) (født 7. maj 1988 i Kawasaki, Japan) er en japansk fodboldspiller, der spiller som angriber i den japanske 2. divisions klub JEF United Ichihara Chiba. Han har spillet for klubben siden 14 August 2013. Tidligere har han optrådt for den japanske klub Tokyo Verdy og for Catania, Novara Calcio, Catania samt et lejeophold hos Al Nasr SC.

## Landshold
Morimoto nåede at spille 10 kampe og score 3 mål for Japans landshold, som han debuterede for den 10. oktober 2009 i en venskabskamp mod Skotland. Han blev udtaget til sit lands trup til  VM i 2010 i Sydafrika.